# Last Day (Editors)
"Last Day" is een gelimiteerde single van de indie rock band Editors. "Last day" werd als vinyl uitgebracht, ter promotie van Record Store Day op zaterdag 17 april 2010, op een oplage van 1000 stuks.